# Phytodiniaceae
Familia de organismos unicelulares del Orden de los Phytodinales de la superclase Dinoflagellata, clase Dinophyceae.

## Géneros
Género Bourrellyella
Género Cystodinedria
Género Cystodinium
Género Dinastridium
Género Dinococcus
Género Dinopodiella
Género Hypnodinium
Género Manchudinium
Género Phytodinedria
Género Phytodinium
Género Rhizodinium
Género Stylodinium
Género Tetradinium
- Datos: Q6074761
- Especies: Phytodiniaceae